# Trésorerie
 (avril 2012).
Si vous disposez d'ouvrages ou d'articles de référence ou si vous connaissez des sites web de qualité traitant du thème abordé ici, merci de compléter l'article en donnant les références utiles à sa vérifiabilité et en les liant à la section « Notes et références ».
La trésorerie (d'une entreprise, d'une association, etc.) est constituée par les sommes d'argent disponibles en caisse ou en banque. On peut la calculer en totalisant le solde de la caisse, des comptes chèques bancaires et postaux.

## Enjeux de la trésorerie
La bonne gestion de trésorerie permet de :
- contrôler les entrées et sorties de fonds ;
- optimiser la gestion de trésorerie, dans un sens de sécurité et de rentabilité ;
- s'assurer de la bonne application des conditions bancaires : jours de valeur, frais appliqués sur flux de trésorerie.

De façon générale, la trésorerie s'assure de l'équilibre financier de l'entreprise.

## Caractéristiques de la trésorerie

### Caractéristiques de la gestion de trésorerie
À l'origine, la gestion de trésorerie consistait à veiller à maintenir une liquidité suffisante pour faire face aux échéances, tout en optimisant la rentabilité des fonds. La fonction a accru son périmètre d'activité. Elle consiste également à couvrir les risques de taux d'intérêt et de change et à sécuriser les paiements.

### Rôle du trésorier
Chargé de la gestion de la trésorerie et des risques y afférents, le trésorier (souvent au niveau d'un groupe de sociétés) peut, en fonction de l’exposition internationale de son groupe et de son degré de maturité, avoir des compétences dominantes en matière de placements, de négociation de financements ou d’opérations de couverture de risque.
Ses principales missions sont :
- la supervision et le suivi quotidien des positions de trésorerie du groupe et éventuellement des filiales (positions bancaires, exposition au risque de change, cash pooling…) ;
- l’établissement du prévisionnel de trésorerie, le rapprochement avec le réalisé enregistré par le service comptable, dont il peut superviser la partie recouvrement ;
- la participation active à l’élaboration des stratégies financières du groupe (financements à court, moyen ou long termes, levée de capitaux, optimisation du rendement du portefeuille…) ;
- le suivi et la veille du respect des grands ratios financiers du groupe : endettement, solvabilité, fonds de roulement, besoin en fonds de roulement, dégagement de cash-flow ;
- la participation au montage des opérations d’acquisition pour la partie financements, en collaboration avec les responsables des fusions/acquisitions si cette fonction existe ;
- la gestion de l’ensemble des relations du groupe avec ses partenaires bancaires en collaboration avec son directeur financier le cas échéant (négociation des conditions, choix des partenaires, intégration croissante des relations informatiques, veille…).

### Le budget de trésorerie
Le budget de trésorerie est un tableau de bord constitué de l'ensemble des encaissements et des décaissements de l'entreprise. Il est effectué généralement pour un horizon d'un an (mois par mois). Le solde obtenu en fin de chaque mois est la différence entre le total des encaissements et le total des décaissements mensuels. Lorsque ce solde est positif, il s'agit d'un excédent de trésorerie que l'on doit placer à court terme pour éviter un coût d'opportunité. Si ce solde est négatif, il s'agit d'un déficit de trésorerie que l'on doit absorber par des moyens de financement à court terme comme l'escompte, le découvert bancaire, les concours bancaires à court terme, etc. Après l'ajustement des soldes, le budget de trésorerie ajusté est appelé plan de trésorerie.